# WWC1
La proteïna KIBRA també coneguda com a proteïna expressada en ronyó i cervell (KIBRA) o proteïna 1 que conté domini WW (WWC1) és una proteïna que en humans està codificada pel gen WWC1.

## Recerca sobre la memòria humana
Un polimorfisme d'un sol nucleòtid (rs17070145) en el gen s'ha associat amb el rendiment de la memòria humana i la capacitat cognitiva en diversos estudis des del 2006. Tot i que no es va trobar cap suport significatiu per a l'associació de KIBRA amb la memòria en un estudi de 2008 amb 584 subjectes, l'estudi original de 2006 es va replicar en una mostra més petita d'una població gran el 2008 Dos estudis posteriors l'any 2009 van indicar que KIBRA s'associa específicament amb l'oblit de material no semàntic així com amb la flexibilitat cognitiva entre fumadors i no fumadors. S'ha demostrat que els SNP KIBRA augmenten el volum de l'hipocamp i afecten la capacitat espacial i l'assoliment científic.
També han començat estudis per investigar el paper de KIBRA en la malaltia d'Alzheimer.

## Interaccions
KIBRA té almenys 10 socis d'interacció, incloent sinaptopodina, PKCζ i dendrina, la majoria dels quals modifiquen la plasticitat sinàptica. Per exemple, la dendrina és una proteïna postsinàptica amb l'expressió regulada per la privació del son. S'ha demostrat que KIBRA interactua amb la proteïna quinasa Mζ.